# 3dfx Voodoo 2

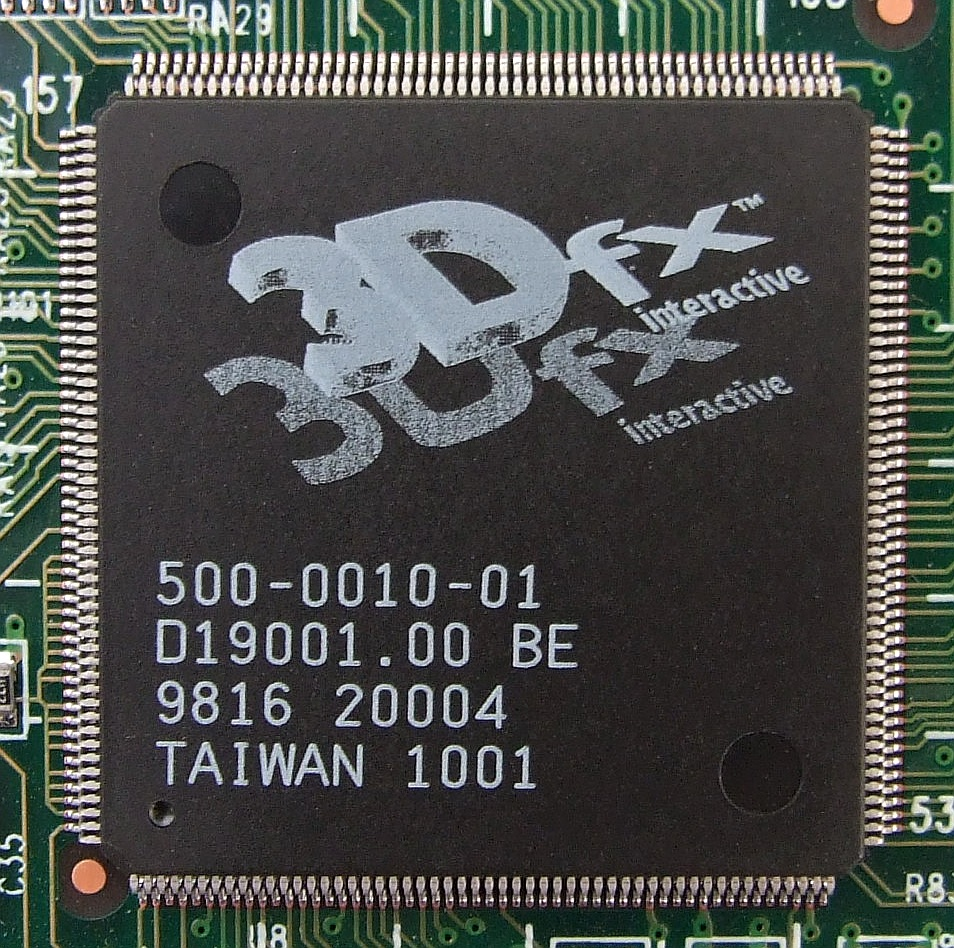
Voodoo 2 Chip 500-0010-01 (Texture Mapping Unit)

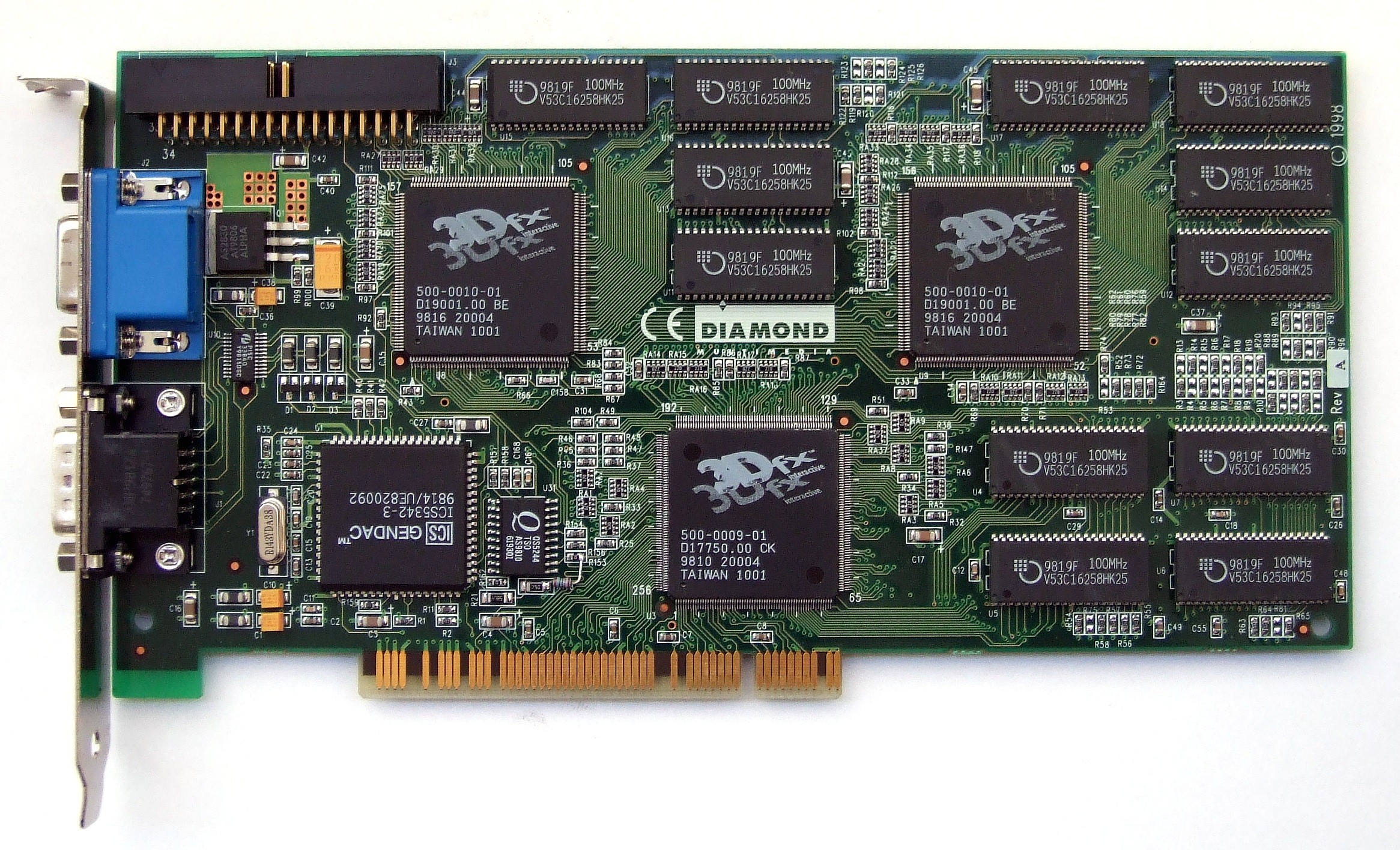
Diamond Monster 3D II mit 12 MB Speicher

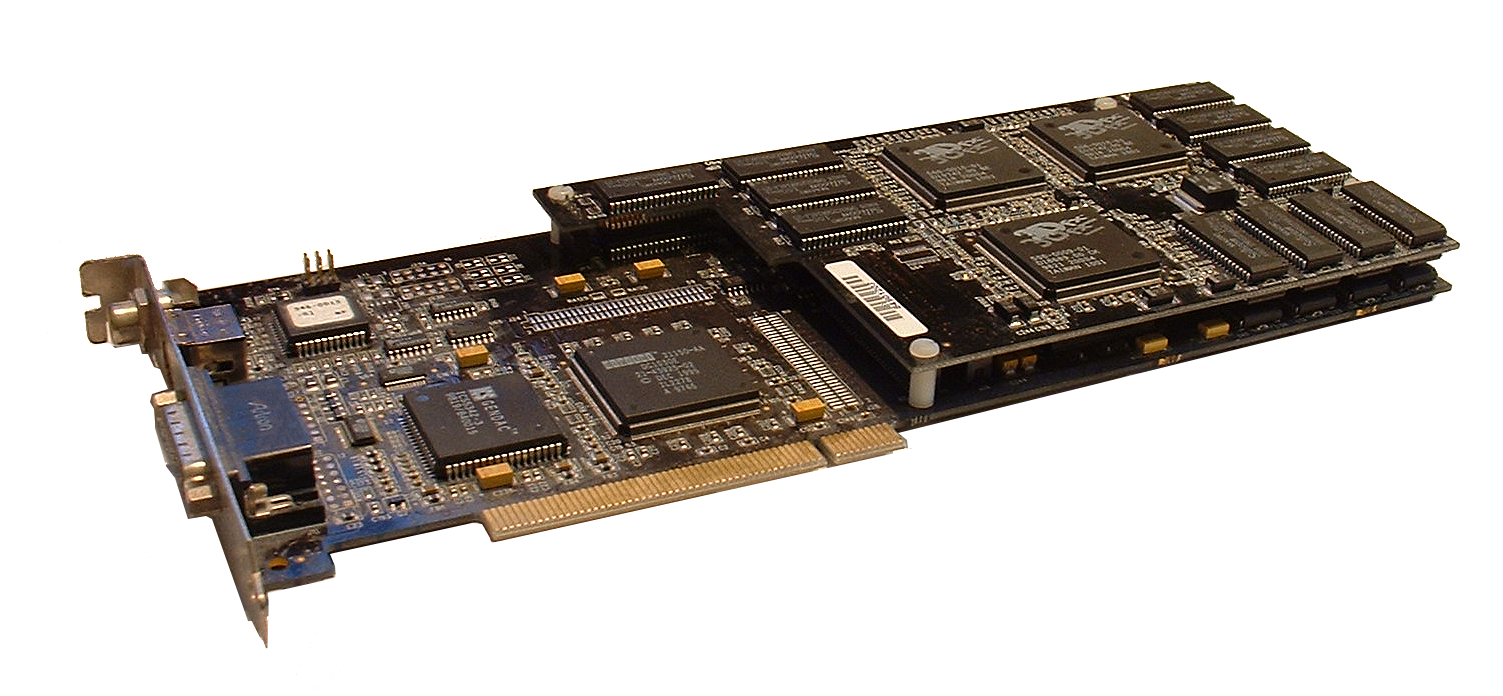
Obsidian X24 von Quantum3D mit zwei Voodoo 2 im SLI auf einer Karte

Der Voodoo2 ist ein 1998 vorgestellter 3D-Grafikchipsatz des kalifornischen Unternehmens 3dfx Interactive.
Im Vergleich mit seinem Vorgänger, dem Voodoo Graphics, kann der Voodoo2-Chipsatz primär einen doppelten Takt (Chip: 90 MHz, Speicher: 90 MHz) vorweisen, dadurch wurde eine verdoppelte Leistung von etwa 180 Mio. Texel/s erreicht. Weiter konnte der Chipsatz eine größere Menge Textur- und Bildspeicher (Texturspeicher: 4 oder 8 MB, Bildspeicher: 4 MB) adressieren.
Der Funktionsumfang des Voodoo2 wurde im Vergleich zu der Vorgängerversion ebenfalls erweitert: Erstmals standen unter anderem trilineares Filtering sowie Single Pass Multitexturing auf einem 3dfx-Chipsatz zur Verfügung. Kritik gab es an der mangelnden Unterstützung für 32-Bit-Farbdarstellung, die zu dieser Zeit bei vergleichbaren Konkurrenzprodukten bereits zu finden war.
Wie sein Vorgänger war auch der Voodoo2 ein reiner 3D-Chipsatz, es wurde eine separate 2D-Karte benötigt. Erst 1999 wurde auf der Basis des Voodoo2 ein 2D/3D-Kombichipsatz entwickelt, der Voodoo Banshee. Es existierte jedoch schon zuvor mit der Voodoo Rush eine 2D/3D-Kombination auf Basis eines Voodoo-Graphics-Chipsatzes und separaten 2D-Einheit.
Das besondere Merkmal des Voodoo2 war allerdings die Möglichkeit, zwei identisch ausgestattete Voodoo2-Karten mittels eines kleinen Flachbandkabels zu einer Karte zusammenzuschließen (SLI-Modus). Durch diese auf der Methode des Scan Line Interleave aufbauende Arbeitsgemeinschaft wurde der Bildspeicher verdoppelt (aber nicht der Texturspeicher), so dass auch mit einer Auflösung von 1024 × 768 Pixeln und gleichzeitig aktiviertem Z-Buffer gespielt werden konnte und die Leistung in den anderen Auflösungen sich nahezu verdoppelte.
In einem SLI-Verbund berechnete eine Karte dabei die geraden und eine Karte die ungeraden Bildzeilen, so dass beide Karten ähnlich stark ausgelastet wurden.
Um eine auf dem Voodoo2-Chipsatz basierende Karte sinnvoll zu nutzen, ist mindestens ein Pentium mit einer Taktrate von 200 MHz vonnöten, darunter ist der Leistungsunterschied zu einer auf dem Voodoo 1 basierenden Karte marginal. Für einen SLI-Verbund sollte es schon ein Pentium II mit 400 MHz oder höher sein. Ein SLI-Gespann skaliert jedoch mit der Rechenkraft des Prozessors, da Transform and Lighting komplett von diesem errechnet werden muss. So kann man selbst mit CPUs um 1 GHz noch Leistungssteigerungen feststellen, obwohl diese erst ca. zwei Jahre später auf den Markt kamen.
Eine Beschleunigerkarte mit einem Voodoo2 in 8-MB-Ausführung kostete bei Markteinführung 1998 etwa 450 DM, die 12-MB-Variante etwa 600 DM.